# Poryccy

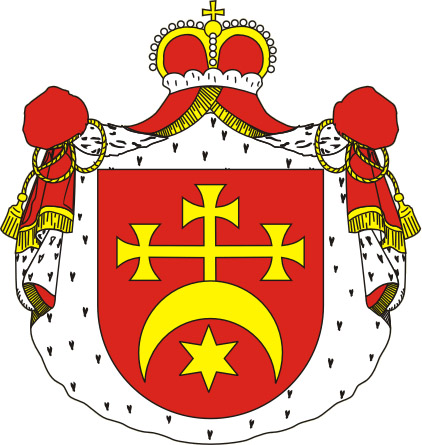
Herb własny Poryckich - Korybut

Poryccy – polski ród książęcy, pieczętujący się herbem Korybut, będący gałęzią kniaziów Nieświckich. 
Protoplastą Poryckich był kniaź Aleksander (zm. 1560), syn kniazia Fiodora Wasylewica Zbaraskiego. Spośród jego pięciu synów znane potomstwo płci męskiej pozostawił tylko najmłodszy - książę Aleksander (zm. po 1583). Ród wygasł ostatecznie w linii męskiej na księciu Stefanie Poryckim zmarłym w 1637 roku.